# 颱風悟空 (2000年)
颱風悟空（英語：Typhoon Wukong，國際編號：0016，聯合颱風警報中心：23W，菲律賓大氣地球物理和天文管理局：Maring）為2000年太平洋颱風季第十六個被命名的風暴。「悟空」一名由中國提供，是在《西遊記》中，美猴王孫悟空護送高僧唐三藏（即唐玄奘）到印度取佛經。。

## 發展過程
9月4日UTC6時，一熱帶低氣壓在呂宋西部海面上生成。初時幾乎靜止不動，9月5日UTC12時，該熱帶低氣壓在南海進行一次逆時針方向轉動，轉為向西方向移動。9月6日UTC0時，該熱帶低氣壓增強為熱帶風暴，並命名為悟空。UTC12時，悟空增強為強烈熱帶風暴。9月7日UTC18時，悟空增強為颱風。9月8日UTC6時，悟空達到頂峰，最高持續風速為75kt。9月9日，悟空掠過海南省三亞市附近。UTC6時，悟空減弱為強烈熱帶風暴。9月10日UTC4時，悟空登陸越南河靜省奇英縣附近。UTC6時，悟空減弱為熱帶風暴。UTC12時，悟空在泰國東北部減弱為熱帶低氣壓。9月11日UTC0時，完全消散。

## 影響

### 中国大陆
受到悟空的影響，海南島的直接經濟損失約為14億元人民幣。

### 香港
當地發佈最高熱帶氣旋警告信號： 三號強風信號
一號戒備信號在九月六日下午1時45分懸掛，當時悟空位於香港東南約590公里。該日，本港大致天晴，吹和緩至清勁偏東風。
受到東北季候風的影響，九月七日早上本港短暫時間吹北至東北風。在悟空及季候風的共同影響下，該日下午香港有幾陣驟雨及雷暴，本地轉吹偏東風，風力亦逐漸增強。香港天文台在晚上9時45分懸掛三號強風信號。本港隨後吹清勁至強風程度偏東風。
悟空在九月八日上午2時左右最接近本港，當時它位於香港以南約370公里。該日，本港大致多雲有幾陣雨，離岸及高地吹強風。九月九日，由於悟空進一步遠離本港並直趨海南島，本地風力開始減弱，所有熱帶氣旋警告信號在上午5時45分除下。
在悟空的影響下，香港天文台總部在九月六日(季候風抵達前的一天)下午3時40分錄得最低瞬時海平面氣壓為1002.4百帕斯卡。
九月七日，疑因浪大，一艘往蛇口的客輪與一艘貨船在青衣附近相撞，客輪上的一名女乘客受傷。九月八日，將軍澳一幅竹棚給強風吹倒，該處路面一度封閉近兩小時。

### 澳門
當地發佈最高熱帶氣旋警告信號：  三號風球
9月7日上午0時30分，澳門地球物理暨氣象局懸掛一號風球。
9月8日下午1時，澳門氣象局改掛三號風球。
9月9日上午8時，澳門氣象局除下所有熱帶氣旋警告信號。

## 熱帶氣旋警告使用記錄
| 香港天文台 熱帶氣旋警告信號 | 香港天文台 熱帶氣旋警告信號 | 香港天文台 熱帶氣旋警告信號 |
| --------------------------- | --------------------------- | --------------------------- |
| 上一熱帶氣旋                | 一號戒備信號                | 下一熱帶氣旋                |
| 強烈熱帶風暴瑪莉亞          | 一號戒備信號                | 強烈熱帶風暴貝碧嘉          |
| 強烈熱帶風暴瑪莉亞          | 三號強風信號                | 颱風榴槤                    |

| 地球物理暨氣象局 熱帶氣旋信號 | 地球物理暨氣象局 熱帶氣旋信號 | 地球物理暨氣象局 熱帶氣旋信號 |
| ----------------------------- | ----------------------------- | ----------------------------- |
| 上一熱帶氣旋                  | 一號風球                      | 下一熱帶氣旋                  |
| 強烈熱帶風暴瑪莉亞            | 一號風球                      | 強烈熱帶風暴貝碧嘉            |
| 強烈熱帶風暴錦雯              | 三號風球                      | 颱風榴槤                      |

## 外部連結
- （日語）http://www.jma.go.jp/ （页面存档备份，存于） 日本氣象廳首頁
- （英文）http://www.usno.navy.mil/JTWC/ （页面存档备份，存于） 聯合颱風警報中心首頁
- （简体中文）https://web.archive.org/web/20120928121548/http://www.nmc.gov.cn/ 中央氣象台首頁
- （繁體中文）http://www.cwb.gov.tw/ （页面存档备份，存于） 中央氣象局首頁
- （繁體中文）http://www.hko.gov.hk/ （页面存档备份，存于） 香港天文台首頁
- （繁體中文）http://www.smg.gov.mo/ （页面存档备份，存于） 澳門地球物理暨氣象局首頁